# Нижегородский велозавод
Нижегородский (Горьковский) велосипедный завод - предприятие, существовавшее с 1940 по 2007 год и занимавшееся производством велосипедов
Начал свою работу в 1940 году как цех Горьковского автозавода для производства комплектующих и  детских педальных автомобилей . Во время войны завод был вынужден выпускать мины. С 1956 по 2002 годы шёл выпуск велосипедов модели «Школьник».
С 1996 года выпускал продукцию под собственной торговой маркой "Велон" и обновленной линейкой велосипедов - Лама, Каскад, Олень и т.д. 
Прекратил свою деятельность в 2004 году. В июне 2005 года на заводе введена процедура наблюдения, кредиторская задолженность завода на тот момент составляла 56 миллионов рублей.  В январе 2006 года Арбитражным судом Нижегородской области проведен конкурс на занятие имущества завода.
Завод был продан за 2 миллиона рублей, впоследствии выплаченных сотрудникам завода и на иные выплаты.
Нижегородский велосипедный завод ликвидирован как юридическое лицо в 2007 году в результате банкротства.
В настоящее время здания завода находятся в заброшенном состоянии. 

## Продукция завода
- ШКОЛЬНИК модификаций 519-021 (022,023) — советский велосипед, в основном предназначенный для детей в возрасте до 10-11 лет.  Велосипед имел открытую раму, а его задняя втулка имела свободный ход, руль был высокий для очень низкого ребёнка, с увеличенным выносом; в седло устанавливался жёсткий каркас. Ранние модели для мальчиков выпускались с закрытой рамой. Впоследствии были разработаны "женский" вариант без рамы, а также со складной рамой. Единственная модернизация велосипеда проводилась только в 1979 году и в дальнейшем велосипеды данной модели выпускались без каких-либо изменений до 2002 года. Последние велосипеды, собранные из складских остатков запчастей вышли с завода в 2004 году. База велосипеда (расстояние между центрами втулок колёс) — 875 мм. Высота рамы (расстояние между центром каретки и верхней частью подседельной трубы) — 445 мм. Высота от поверхности дороги до центра оси каретки — 225 мм. Диаметр колёс с шинами — 510 мм.Размер шин — 445×30 мм (20″×1,1/4″). Передаточное число (с заводскими звёздами)— 2 : 1. Длина шатунов — 110 мм. Ведущая звезда, число зубьев — 32. Ведомая звезда, число зубьев — 16. Цепь — втулочно — роликовая 12,7×3,4 мм, 82 звена. Втулка задняя — типа ГАЗ с ножным тормозом и свободным ходом. Вес велосипеда — 9,5 кг.
- КУЗЯ 519-091 - двухколесный велосипед для детей
- ПОНИ 115-121 дорожный велосипед для взрослых
- ОРИОН 175-122 дорожный велосипед для подростков
- БИЗОН 115-131 многоскоростной велосипед для взрослых
- ОЛЕНЬ 115-115-01 дорожный велосипед для взрослых
- ЛАНЬ-ЛЮКС 115-117 дорожный велосипед для взрослых
- ЛАНЬ 115-116 дорожный велосипед для взрослых
- КАСКАД-ЛЮКС 115-113 дорожный велосипед для взрослых
- КАСКАД 115-112 дорожный велосипед для взрослых
- ЛАМА-ЛЮКС 115-114 дорожный велосипед для взрослых
- ЛАМА 115-111 дорожный велосипед для взрослых [4]